# Xenostega ochracea
Xenostega ochracea är en fjärilsart som beskrevs av Butler 1879. Xenostega ochracea ingår i släktet Xenostega och familjen mätare. Inga underarter finns listade i Catalogue of Life.